# Amtsgericht Quakenbrück (Hannover)
Das Amtsgericht Quakenbrück war ein Gericht der ordentlichen Gerichtsbarkeit in Quakenbrück.
Nach der Revolution von 1848 wurde im Königreich Hannover die Rechtsprechung von der Verwaltung getrennt und die Patrimonialgerichtsbarkeit abgeschafft.
Das Amtsgericht wurde daraufhin mit der Verordnung vom 7. August 1852 die Bildung der Amtsgerichte und unteren Verwaltungsbehörden betreffend als königlich hannoversches Amtsgericht gegründet.
Es umfasste das Amt Quakenbrück und die Stadt Quakenbrück.
Das Amtsgericht war dem Obergericht Osnabrück untergeordnet.
Es wurde 1859 aufgehoben und sein Gerichtsbezirk dem des Amtsgerichtes Bersenbrück zugeordnet.